# Ордибехешт

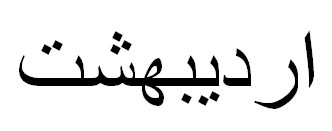

Ордибехешт (перс. اردیبهشت‎) — второй месяц иранского календаря, состоит из 31 дня. В григорианском календаре соответствует 21 апреля — 21 мая.
- 1 ордибехешт (21 апреля) — День Саади.
- 2 ордибехешт — День Земли.
- 3 ордибехешт — День Ал-Амили.
- 5 ордибехешт — День нападения США на Иран.
- 10 ордибехешт — День Персидского залива.
- 18 ордибехешт (8 мая) — Международный день Красного Креста и Красного Полумесяца.
- 30 ордибехешт — День иранистики.